# Svimmelhed
Svimmelhed (lat. vertigo) er en forstyrrelse af balancefornemmelsen, en oplevelse af at miste balancen helt eller delvist i kortere eller længere tid. Det tager oftest en af to former: rotatorisk eller gyratorisk svimmelhed, der er en fornemmelse af "verden drejer rundt," eller nautisk, der er en fornemmelse af at "verden gynger." Falder det ikke inden for disse kaldes det ukarakteristisk.

## Årsager
Svimmelhed kan skyldes flere ting:
- Balanceorganet sidder i det indre øre og registrerer, hvordan kroppen er placeret i forhold til omverdenen. Hvis balanceorganet påvirkes – f.eks. ved at man drejer mange gange rundt – kan svimmelhed opstå.
- Balanceorganet kan ligeledes blive forstyrret ved at små krystaller formes og påvirker balancen.
- Balancenerven (lat.: nervus vestibulocochlearis) kan angribes af virus, f.eks. herpes simplex eller borrelia.
- Flere sygdomme og tilstande i kroppen kan bevirke svimmelhed, herunder dehydrering, feber og apopleksi.

## Forekomst
Op mod 10% af henvendelserne i almen praksis drejer sig om svimmelhed. Halvdelen forårsages af en indre øre-lidelse. Den hyppigste årsag til svimmelhed er øresten (BPPV), som rammer ca. 90 000 danskere hvert år.

## Behandling
Øresten (BPPV) kan behandles ved hjælp af repositionsmanøvrer udførst af en ørelæge eller ved hjælp af en TRV-behandlingsstol.
Genoptræning ved hjælp af øvelser er en veldokumenteret og til tider eneste behandling af svimmelhed. Formålet med genoptræning er, at opnå bedst mulig funktionsevne.

## Ekstern henvisning
- Lars Holme Nielsen, Søren Vesterhauge: svimmelhed i Den Store Danske, Gyldendal
- Everything you need to know about vertigo. Medical News Today

1. ↑  Navnet er anført på svensk og stammer fra Wikidata hvor navnet endnu ikke findes på dansk.